# Bloodthirsty Butchers
Bloodthirsty Butchers — японская инди- и панк-рок-группа, сформировавшаяся в Саппоро, Япония. Группа была сформирована Хидеки Йосимурой (яп. 吉村秀樹; вокал и гитара), Масахиро Комацу (小松正宏; ударная установка) и Такеси Иморией (射守矢雄; бас-гитара). Гитаристка Хисако Табути присоединилась к группе как соло-гитаристка в 2003 году. Фронтмен Хидеки Йосимура также был гитаристом в японских группах Copass Grinderz и Discharming Man.
Несмотря на малую известность вне Японии, группа принимала участие в записи двух сборников песен американского лейбла Yoyo. Группа также выпустила сплит-сингл с группой Rocket from the Crypt и сплит-EP с группой +\-.
27 мая 2013 года Хидеки Йосимура скоропостижно скончался от острой сердечной недостаточности в возрасте 46 лет. Группа отменила все свои запланированные туры.

## Влияние
Сютоку Мукаи (лидер группы Zazen Boys) отзывается о Bloodthirsty Butchers как о «группе, которой он давно восхищается». Лидер группы Fugazi Иэн Маккей также отзывался о Bloodthirsty Butchers как о «великой группе». Bloodthirsty Butchers также выступали с такими группами, как BECK и Rage Against the Machines.
В 2013 году, в связи со смертью Хидеки Йошимуры, большое количество музыкантов выразили соболезнования группе.
31 мая 2013 года телеканал Space Shower TV провёл 30-минутную программу «Bloodthirsty Butchers Hideki Yoshimura memorial music video collection» («Bloodthirsty Butchers 吉村秀樹 追悼ミュージックビデオ集»).

## Состав группы

### Действовавший состав
- Хидеки Йосимура (吉村秀樹; 1967—2013) — вокалист, гитарист
- Хисако Табути[яп.] (родилась в 1975 году) — соло-гитаристка
- Масахиро Комацу (小松正宏; родился в 1970 году) — басист
- Такеси Имория (射守矢雄; родился в 1967 году) — барабанщик

### Бывшие члены группы
- Сано Киёми (佐野紀代己) — барабанщик (1986—1989)

## Дискография

### Альбомы
- Bloodthirsty Butchers 1st Cassette Tape (1988)
- Bloodthirsty Butchers 2nd Cassette Tape (1989)
- Bloodthirsty Butchers (1990)
- I’m Standing Nowhere (1993)
- Lukewarm Wind (1994)
- Kocorono (1996)
- 「△」Sankaku (1999)
- Mikansei (1999)
- Yamane (2001)
- Kōya ni Okeru Bloodthirsty Butchers (2003)
- Green on Red (2003) (live album)
- Birdy (2004)
- Banging the Drum (2005)
- Guitarist wo Korosanaide (2007)
- No Album Mudai (2010)
- Youth (Seishun) (2013)

### Синглы
- «Karasu» (1991)
- «Room» (1993)
- «Faust» (1999)
- «Driwing» (1999)
- «「△」Sankaku» (1999)
- «Nagisanite» (2001)
- «Happy End» / «Jigoku no Rocker» (2001)

### Сборники
- Bloodthirsty Butchers (1996) (релиз США)
- Blue on Red (2003)
- Chi ni Ueta Shihan Seiki (2012)

### Сплиты
- Bloodthirsty Butchers & Copass Grinderz (1994)
- Rocket from the Crypt & Bloodthirsty Butchers (1994)
- Bloodthirsty Butchers vs fOUL (1998)
- Bloodthirsty Butchers vs +/- {Plus/Minus} (2005)

### Видео
- Kocorono (2011) — документальный фильм Дзюна Кавагути (англ. Jun Kawaguchi)